# Lom (mineralogija)
Lom je razpad minerala v nepravilne oblike, ki niso očitno povezane z njegovo notranjo strukturo. Lomi so po obliki in teksturi površine preloma lahko neravni, školjkasti, iverasti, ravni in vlaknati, po otipu pa gladki in hrapavi.  Lom je značilna lastnost minerala in se zato uporablja za njegovo identifikacijo.
Lom se od razkolnosti razlikuje po tem, da mineral pri razkolu poči po razkolnih ploskvah kristalne strukture, pri lomu pa je razpad bolj splošen. Lom imajo vsi minerali, vendar ga je pri izrazito razkolnih mineralih težko prepoznati.  

## Terminologija

### Školjkasti lom
Školjkasti lom je ukrivljen lom z značilnim vzorcem, ki je podoben koncentričnim  grebenom školjčne lupine.  Takšen lom je pogost pri amorfnih in fino granuliranih mineralih kot so kremen, opal in obsidijan, pojavlja pa se tudi pri kristaliničnih mineralih, na primer pri kameni streli. Školjkastemu lomu je podoben polškoljkasti lom, ki je manj ukrivljen.  

### Zemljasti lom
Zemljasti ali prsteni lom je podoben sveže odlomljeni grudi zemlje. Pogost je pri relativno mehkih mineralih s šibkimi notranjimi vezmi.

### Razsekani lom
Razsekani lom je pogosto neraven, nazobčan in koničast. Do takšnega loma pride pri trganju kovin in je pogost pri samorodnih kovinah, na primer pri bakru in srebru. 

### Iverasti lom
Iverasti lom ima ostre iztegnjene konice. Pojavlja se predvsem pri vlaknatih mineralih, na primer pri hrizotilu, lahko pa tudi pri nevlaknastim minerali, na primer pri cianitu.

### Neravni lom
Neravni lom je pogost pri velikem številu mineralov, na primer pri arzenopiritu, piritu in magnetit.